# Falsche Klinge

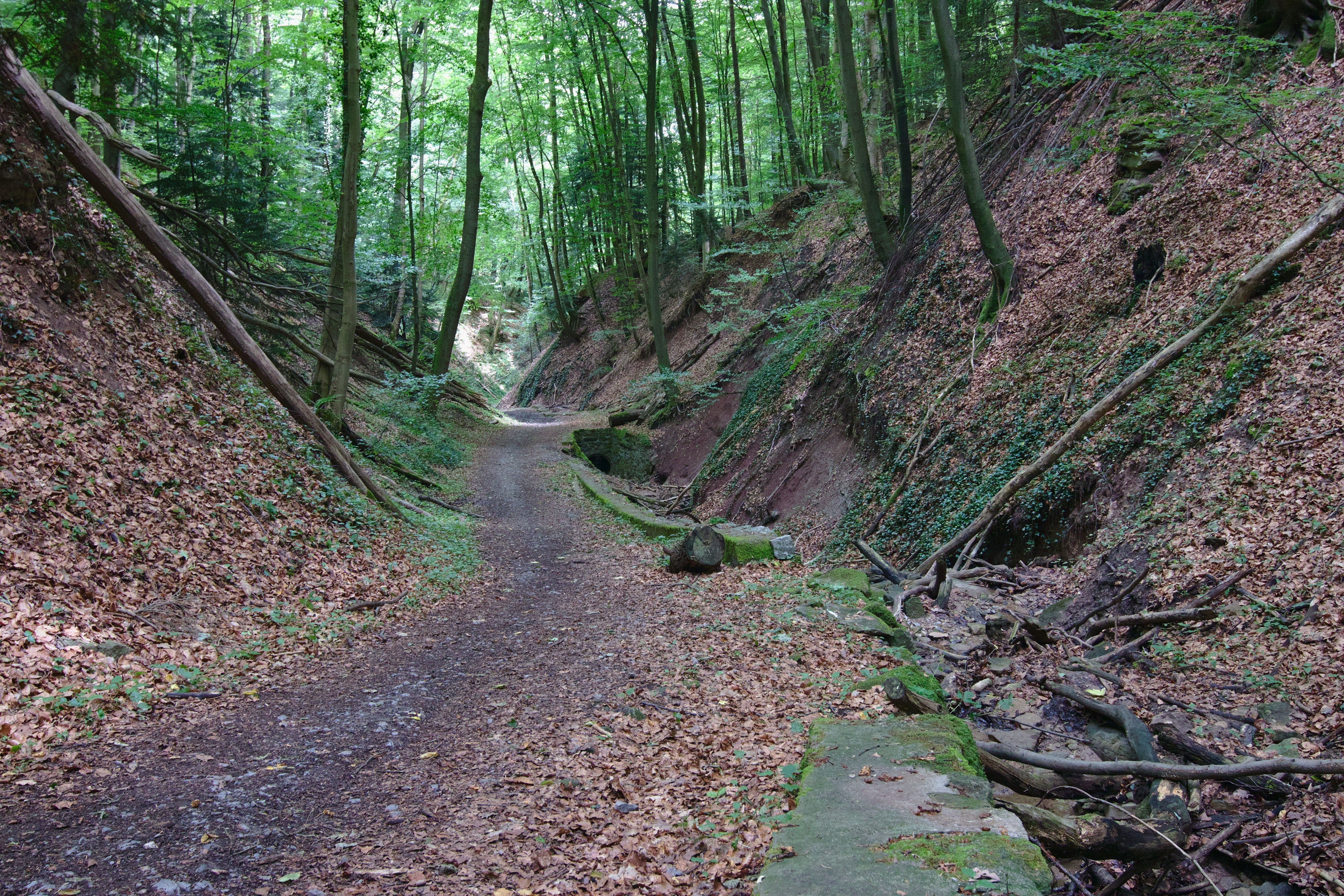
Am oberen Ende der Falschen Klinge

Die Falsche Klinge ist eine Klinge im Buchwald im Südosten Stuttgarts.

## Lage und Geographie
Die Falsche Klinge beginnt östlich des Fernsehturms jenseits der L 1016 und läuft ostwärts. Sie ist rund einen Kilometer lang und wird vom Tiefenbach durchflossen, der nach seinem Waldaustritt und der Durchquerung von Rohracker in den Neckar-Zufluss Dürrbach mündet.

## Sage von der Falschen Klinge
Aus der Zeit, als Stuttgart noch ein Gestüt war, gibt es eine Sage: Im Jahr 953 zog König Otto I. brandschatzend durch Schwaben. Im Stutengarten wollte man die Pferde in Sicherheit bringen und trieb sie dazu in die Falsche Klinge. Doch es brach ein Unwetter herein, und die Schutzsuchenden kamen ums Leben.